# Государственный переворот на Фиджи (2006)
Государственный переворот на Фиджи в 2006 году — последний на данный момент военный переворот в этой стране. После переворота власть в стране фактически перешла к временному премьер-министру, главнокомандующему фиджийскими вооружёнными силами коммодору Фрэнку Мбаинимараме.

## Хронология событий
В течение последних 20 лет на Фиджи произошло четыре государственных переворота, общим фоном для которых является вражда между коренными фиджийцами и индо-фиджийским населением. Определённую роль играет также и религиозный фактор: большинство этнических фиджийцев являются прихожанами методистской церкви, тогда как индо-фиджийцы — индуистами, либо мусульманами. В ходе борьбы между двумя общинами одна сторона отстаивает ограничение в правах, тогда как другая настаивает на предоставлении больших прав и полном равенстве.
После государственного переворота 1987 года была принята конституция 1990 года, зарезервировавшая за коренными жителями большинство мест в парламенте, и запрещавшая назначать премьер-министром лиц, не являющихся коренными фиджийцами. Переворот 2000 года сверг премьер-министра индийского происхождения Махедра Чадри, и был поддержан религиозными лидерами местной методистской церкви, предлагавшими даже установить на Фиджи режим христианской теократии.
Очередная попытка военного переворота предпринималась ещё в апреле 2003 года. В 2004 году предпринималось расследование по подозрению коммодора Фрэнка Мбаинимарама в организации нового переворота.
К декабрю 2006 года в стране накопилось значительное трение между военными и правительством. Последней каплей стала попытка внесения в фиджийский парламент трёх законопроектов, один из которых ставил под вопрос законность или незаконность переворота 2000 года. Два других законопроекта предусматривали передачу пляжей, рифов и лагун из собственности государства в частную собственность коренным фиджийцам.
22 сентября 2006 года коммодор Мбаинимарама в своей речи обрушился на правительство, обвинив его также в неуважении к закону, возросшем количестве изнасилований, убийств, и десакрализации индуистских храмов. Он также подверг критике методистскую церковь островов Фиджи и Ротума за их поддержку правительства. Недовольство главнокомандующего вызывало намерение властей провести широкую амнистию участников переворота 2000 года.
В ответ премьер-министр Карасе объявил эту речь неконституционной, а лидеры церкви обвинили коммодора в намерении вернуть страну назад в язычество и каннибализм. Генеральный секретарь Церкви, преподобный Аме Тугае, подчеркнул, что именно влияние христианства стало ключевым в избавлении фиджийского народа от тяжкого наследия каннибализма, так что все нападки главнокомандующего на Церковь являются неприемлемыми.
25 сентября газета Fiji Sun заявила, что выступление главнокомандующего было сделано по совету американского генерала Джона Брауна, однако в тот же день посол США Ларри Дингер в интервью изданию Fiji Village News опроверг эти слухи. Сам генерал Браун отметил, что лишь высказал фиджийскому главнокомандующему свою поддержку, однако не собирался подталкивать его к перевороту.
Коммодор Мбаинимарама потребовал от премьер-министра Лайсениа Карасе к 1 декабря уйти в отставку, предъявив 16 октября трёхнедельный ультиматум из девяти пунктов. 31 октября начались военные учения в районе столицы. Действующие премьер-министр и президент попытались отправить в отставку коммодора Мбаинимараму, инспектировавшего в тот момент фиджийские миротворческие силы в Ираке. Однако новый главнокомандующий отказался вступать в должность, а военный пресс-секретарь в своём выступлении заявил, что армия остаётся лояльной старому главнокомандующему.
26 ноября, находясь с частным визитом в Новой Зеландии, главнокомандующий мобилизовал 1000 резервистов. Состоялись переговоры с премьер-министром Карасе, согласившимся пойти на уступки: отзыв трёх спорных законопроектов, признание переворота 2000 года незаконным, пересмотр положения шефа полиции, австралийца Эндрю Хьюза, которого Мбаинимарама обвинял во вмешательстве во внутренние дела Фиджи. Вскоре после этого Хьюз вернулся в город Кэрнс, однако в целом главнокомандующий отказался идти на компромисс. Он повторил свой ультиматум, заявив, что правительство должно принять все требования, или будет свергнуто армией.
После нескольких недель подготовки военные осуществили переворот 3 декабря. В столице Фиджи, городе Сува, были заблокированы все стратегически важные дороги и разоружены потенциально опасные силы, в том числе полиция. 3 декабря Мбаинимарама заявил, что полностью контролирует Фиджи, хотя премьер-министр Карасе и опроверг это. Радио Новой Зеландии заявило со ссылкой на главу гражданской службы Фиджи Стюарта Хэггета, что его ведомство по состоянию на 3 декабря продолжает получать указания от гражданского правительства, и в этом отношении ничего не изменилось.
4 декабря военные разоружили полицейские силы быстрого реагирования в Насину, и заблокировали полицейскую академию в Суве, изъяв у неё оружие. Шеф полиции Мозес Драйвер назвал действия армии незаконными. В свою очередь, главнокомандующий объяснил их желанием избежать вооружённого противостояния между армией и полицией.
Премьер-министр Лайсениа Карасе попытался прибыть в Дом Правительства, однако обнаружил на своём пути армейский блокпост. Однако политику всё же удалось обойти выставленные военными блокпосты, вылетев в свой дом в центре города Сува на вертолёте. 5 декабря в Доме Правительства в Суве по требованию премьер-министра собрался его кабинет для обсуждения требований военных, однако глава правительства на это заседание так и не прибыл. Вскоре Карасе обратился к Австралии и Новой Зеландии с просьбой о военной помощи, однако получил отказ.
5 декабря был арестован ряд ключевых министров и высокопоставленных правительственных чиновников, а президент Илоила подписал указ о роспуске парламента и формировании переходного правительства (хотя позднее он и отрицал это). Кроме того, президент призвал премьер-министра принять требования военных, либо подать в отставку. Впоследствии сам президент опроверг своё участие в перевороте; изгнанный ранее с Фиджи Андрю Хьюз обвинил президентского секретаря Рупени Насева в фабрикации президентского указа.
С утра 5 декабря военные начали изымать автомобили ключевых министров, пообещав к концу дня поместить их всех под домашний арест, также изъяв автомобили и сотовые телефоны.
6 декабря главнокомандующий официально объявил о том, что военные полностью контролируют страну, и обвинил премьер-министра в коррупции и разжигании конфликтов между этническими общинами фиджийской мультикультурной нации. Он также сместил ряд чиновников: президента Илоила, вице-президента Мадраививи, шефа полиции Эндрю Хьюза, исполняющего обязанности шефа полиции Мозеса Драйвера, помощника шефа полиции Буламаинаивалу, чиновников Общественной Службы Стюарта Хагетта и Анаре Джейла и др.
В целом переворот был бескровным (успеху организаторов военного переворота способствовало то обстоятельство, что 275 военнослужащих и полицейских Фиджи в это время участвовали в операциях ООН за границами страны), хотя в ходе событий погибли два австралийских солдата, которые разбились в вертолете во время эвакуации иностранных граждан.

## Реакция фиджийского общества
В отличие от переворота 2000 года, сопровождавшегося мародёрством и поджогами бизнесов, в 2006 году не было отмечено никаких заметных акций протеста или насилия.
В то же время военные не получили поддержки от целого ряда общественных институтов. Фиджийский Совет Вождей 7 декабря признал совершившийся переворот незаконным, и призвал солдат «покинуть казармы, и вернуться домой к своему народу». Президент Методистской церкви островов Фиджи и Ротума собрал делегацию поддержки свергнутому премьер-министру, который на тот момент находился под домашним арестом. Переворот также был осуждён архиепископом Англиканской церкви, а президент Фиджийского Совета Церквей, преподобный Туикилакила Вакаирату назвал переворот «манифестацией тьмы и зла». Архиепископ римско-католической церкви Петеро Матака занял более взвешенную позицию, осудив переворот, но также признав, что и правительство совершало определённые ошибки.
7 декабря 300 местных жителей блокировали въезды в деревню Тавуалеву, стремясь защитить председателя Совета Вождей Рату Овини Бокини, которого, по слухам, военные собирались арестовать. Сами военные вскоре опровергли эти слухи.
15 декабря Мбаинимарама собрал пресс-конференцию, на которой признал готовность собрать в ближайшее время Совет Вождей для избрания президента, вице-президента, и 14 из 32 сенаторов. В случае, если Совет Вождей продолжит признавать президентом Илоила, главнокомандующий пообещал бойкотировать его заседания, и предостерёг Совет от попыток пригласить на заседания свергнутого премьер-министра Карасе.

## Формирование переходного правительства
Новым премьер-министром был назначен 77-летний доктор Иона Сенилагакали. По собственному признанию, он принял этот пост только по приказу главнокомандующего, не оставившего ему никакого выбора. Сам доктор признал переворот незаконным, однако считал, что правительство Карасе было ещё хуже. По заявлению нового премьер-министра, свободные демократические выборы на Фиджи должны были состояться в течение «от 12 месяцев до 2 лет».
Совет Вождей отказался признать это назначение, продолжив считать премьер-министром Лайсениа Карасе. Также Совет отказался назначать нового президента, признав таковым старого президента Илоила. Действия главнокомандующего были осуждены Советом, как «незаконные, неконституционные». 14 декабря коммодор Мбаинимарама пообещал, что переходное военное правительство Фиджи просуществует «50 лет», если Совет Вождей будет и далее отказываться назначать нового президента. 27 декабря военные запретили Совету новые заседания без получения особого разрешения.
Вместе с тем 4 января 2007 года Мбаинимарама был всё же вынужден вернуть Илоила на пост президента; на следующий день Илоила назначил новым премьер-министром самого главнокомандующего, тем самым подав сигнал, что военные всё ещё контролируют страну.
Реакция на это назначение была смешанной. Оно было поддержано партией Национальный Альянс, фиджийской Палатой Коммерции и Советом Профсоюзов, однако встречено сдержанно Фиджийской Лейбористской партией, назвавшей новый режим «военной диктатурой». Также сдержанной была реакция Объединённой Народной партии и Национальной Федеративной партии. Генеральный секретарь последней партии Прамод Рае заявил, что назначение главнокомандующего коммодора Мбаинимарама на пост премьер-министра создаёт «конфликт интересов». Президент Фиджийского Юридического общества Деванеш Шарма назвал новые назначения «неконституционными», а министр иностранных дел Новой Зеландии Уинстон Питерс даже назвал их «шарадой, которая не сможет никого одурачить».

## Международная реакция
События на Фиджи вызвали сильную обеспокоенность иностранных держав и международных институтов. В частности, совершившийся переворот был резко осуждён правительствами и СМИ Австралии и Новой Зеландии. Министр иностранных дел Новой Зеландии Уинстон Питерс охарактеризовал произошедшее, как «переворот» и «атаку на демократические институты». Премьер-министр этой страны Хелен Кларк подчеркнула, что фиджийская конституция позволяет премьер-министру только распускать парламент в случае потери его доверия, и здесь «определённо не тот случай». Новозеландское правительство закрыло всем виновным в перевороте въезд в эту страну, и объявило о сворачивании военных и спортивных контактов.
Австралийский министр иностранных дел Александр Доунер и премьер-министр Джон Ховард охарактеризовали произошедшее, как «попытки военных постепенно захватить контроль» над Фиджи.
Соединённое Королевство, Соединённые Штаты и ООН публично выразили свою обеспокоенность, а Генеральный секретарь ООН Кофи Аннан провёл переговоры как с Илойла, так и с Карасе.
28 ноября новозеландское правительство пригласило как Карасе, так и Мбаинимарама, в свою страну для проведения переговоров, однако они так и не состоялись. Фиджийский главнокомандующий особо предостерёг австралийское и новозеландское правительства от всяких попыток военного вмешательства.
8 декабря 2006 года членство Фиджи в Британском Содружестве Наций было приостановлено. Генеральный секретарь Содружества, Дон МакКинон заявил, что коммодор Мбаинимарама должен подать в отставку, и все произошедшее является полным нарушением всех принципов Содружества. Также Содружество потребовало от нового правительства Фиджи начать подготовку к свободным демократическим выборам в 2010 году. После того, как военные не пошли навстречу этим требованиям, членство Фиджи в Содружестве было «полностью приостановлено» («full suspended») 1 сентября 2009 года.
В 2008 году также состоялся дипломатический конфликт между Фиджи и Новой Зеландией. После того, как новозеландские власти отказались выдавать студенческую визу сыну одного из высокопоставленных чиновников из-за отказа Фиджи начать подготовку к свободным выборам, власти этой страны выслали новозеландского посла (high comissioner). В ответ Новая Зеландия выслала фиджийского посла.